# Suwilanji Mpondela
Suwilanji Theresa Mpondela (* 7. Februar 2000) ist eine sambische Leichtathletin, die sich auf den Sprint spezialisiert hat.

## Sportliche Laufbahn
Erste internationale Erfahrungen sammelte Suwilanji Mpondela im Jahr 2017, als sie bei den U18-Weltmeisterschaften in Nairobi im 100-Meter-Lauf bis in das Halbfinale gelangte und dort mit 12,33 s ausschied. Anschließend schied sie auch bei den Commonwealth Youth Games in Nassau mit 12,59 s im Halbfinale aus. Im Jahr darauf kam sie bei den U20-Weltmeisterschaften in Tampere mit 12,38 s nicht über den Vorlauf hinaus und 2019 wurde sie bei den Juniorenafrikameisterschaften in Abidjan in 12,19 s Fünfte. Daraufhin nahm sie an den Afrikaspielen in Rabat teil und scheiterte dort mit 12,78 s in der Vorrunde. Im April 2021 stellte sie in Lusaka mit 43,85 s einen neuen Landesrekord mit der sambischen 4-mal-100-Meter-Staffel auf und verpasste anschließend bei den World Athletics Relays im polnischen Chorzów mit 44,81 s den Finaleinzug.

## Persönliche Bestleistungen
- 100 Meter: 11,94 s (−2,0 m/s), 10. April 2021 in Lusaka
- 200 Meter: 25,52 s (0,0 m/s), 20. Juni 2018 in Oedt